# ناحية سبة
ناحية سبة إحدى نواحي سوريا تتبع إداريّاً لمحافظة طرطوس منطقة صافيتا ومركزها قرية سبة، بلغ تعداد سكان الناحية 7,614 نسمة حسب التعداد السكاني لعام 2004.

## بلدات وقرى ناحية سبة
العروس (بتلعوس)، عين التينة، جرينات، كفر جوايا، متبت، سبة.